# Polycentropus malickyi
Polycentropus malickyi là một loài Trichoptera trong họ Polycentropodidae. Chúng phân bố ở miền Cổ bắc.